# Мала Домузла
Мала́ Дому́зла — річка в Україні, в межах Приазовського району Запорізької області. Ліва притока Домузли (басейн Азовського моря). 

## Опис
Довжина 25,5 км, площа басейну 115,1 км². Долина неглибока, в деяких місцях порізана балками. Річище слабозвивисте (у пониззі більш звивисте), часто пересихає. Споруджено кілька ставків. 

## Розташування
Мала Домузла бере початок на південний схід від села Вишневе. Тече переважно на південний захід, місцями — на південь. Впадає в Домузлу на південний захід від села Шевченка. 